# オーランド・ロマン
オーランド・ブルーノ・ロマン（Orlando Bruno Román、1978年11月28日 - ）は、プエルトリコ自治連邦区バヤモン出身の元プロ野球選手（投手）。

## 経歴

### マイナー時代
1999年のMLBドラフト31巡目でニューヨーク・メッツに入団。しかし、メジャーに昇格することはなく、マイナー球団を転々としていた。
2006年開幕前の3月に開催された第1回WBCのプエルトリコ代表に選出された。
2007年には、台湾プロ野球の中信ホエールズの入団テストを受験したが、入団に至らなかった。
2009年開幕前の3月に開催された第2回WBCのプエルトリコ代表に選出され、2大会連続2度目の選出を果たした。

### 第一次兄弟エレファンツ時代
2010年は中華職業棒球大聯盟の兄弟エレファンツに入団。登録名は「羅曼」。4月16日の興農ブルズ戦で9回無失点と好投し、来台初勝利・初完封を飾った。同年は、リーグ最多の193イニングを投げ最多奪三振のタイトルを獲得した。
2011年は2年連続でリーグ最多の投球回を投げ、最多奪三振・最多勝のタイトルを獲得した。しかし同時に、リーグワーストとなる185安打を打たれた。

### ヤクルト時代
2012年1月13日に東京ヤクルトスワローズと1年契約を結んだ。4月22日の読売ジャイアンツ戦で来日初勝利を挙げる。この年は先発ローテーションの一角として9勝をマーク。
2013年開幕前の3月に開催された第3回WBCプエルトリコ代表に選出され、3大会連続3度目の選出を果たした。シーズンでは最初は先発としてスタートするも、リリーフ陣の相次ぐ離脱、不調により中継ぎに回った。交流戦終盤からは先発に戻ったが安定感を欠く投球が続き、さらに外国人枠の関係もあって登板の機会が中々得られなかった。8月からは再び中継ぎとして、ロングリリーフから接戦時まで多様な起用に応えた。先発では防御率7点台と結果を残せなかったが、中継ぎでは23試合で防御率1.16と安定した投球を見せ残留を勝ち取る。
2014年はクリス・ナーブソン、クリス・カーペンターの加入もあり、外国人枠の関係で二軍スタートとなった。4月12日に投手陣の補強のため、打撃不振のラスティングス・ミレッジに変わって一軍に昇格。トニー・バーネットの不在、前年終盤に抑えを務めた石山泰稚の不調を受けクローザーを任される。しかし、5月28日に右腕の変形性肘関節症と診断され全治不明の離脱となった。この年限りでの退団が濃厚と見られていたが、投球内容は良かったこともあり、球団は翌年の復活に懸け再契約した。
2015年はセットアッパーを中心に、谷間での先発も行うフル回転の活躍を果たした。後半戦以降は疲れも見せたが、10月2日の阪神戦では2イニングを無失点に抑え、優勝を決めた試合の勝利投手となった。今季は秋吉亮やローガン・オンドルセクらと共に抑えのトニー・バーネットへ繋ぐセットアッパーを担い、「14ROB」の愛称が付く活躍でチームをリーグ優勝に導いた。オフには第1回WBSCプレミア12のプエルトリコ代表に選出されたが辞退している。ヤクルトとの契約延長はなく、12月に自由契約公示された。

### Lamigoモンキーズ時代
2016年2月11日にLamigoモンキーズと契約し、2011年以来となる台湾プロ野球復帰となった。8月には3勝0敗・防御率1.80で月間MVPに輝いた。しかしシーズン終了後に戦力外となった。

### 第二次中信兄弟時代
2017年2月8日に第4回WBCのプエルトリコ代表に選出され、4大会連続4度目の選出となった。3月22日の決勝アメリカ合衆国戦に敗戦し、2大会連続で準優勝となった。
2017年3月30日、古巣である中信兄弟と契約した。9月1日の統一ライオンズ戦では初と来台初となる二桁奪三振を奪った。9月25日に故郷のプエルトリコを襲ったハリケーンにより州全体が停電し、家族と連絡が取れなくなったため母国へ戻り今年でチームを去る事となった。

### 中信兄弟退団後
2018年は所属球団なく、オフにプエルトリコのウィンターリーグでプレー。
2019年11月には第2回WBSCプレミア12にプエルトリコ代表として出場。大会終了後、現役を引退。

### 引退後
2022年6月25日、富邦ガーディアンズの投手コーチに就任し、指導者として5年振りに台湾球界へ復帰した。2023年限りで退任した。
2024年12月30日、味全ドラゴンズの投手コーチに就任した。

## 選手としての特徴
ストレートの最速156km/h、平均球速は約141km/h（2012年）。

## 人物
ヤクルトでチームメイトであった石川雅規はロマンの人柄について「（ロマンは）一緒にプレーした外国人の中で一番性格が良い」と語っている。
同じプエルトリコ出身のディッキー・ゴンザレスとは幼馴染であり、幼少期は実家が近所であった。
楽曲のサルサが好きであり、日本人サルサ楽団であるオルケスタ・デ・ラ・ルスが登場曲として「頑張れロマン」を提供した。

## 詳細情報

### 年度別投手成績
| 年 度     | 球 団     | 登 板 | 先 発 | 完 投 | 完 封 | 無 四 球 | 勝 利 | 敗 戦 | セ 丨 ブ | ホ 丨 ル ド | 勝 率 | 打 者 | 投 球 回 | 被 安 打 | 被 本 塁 打 | 与 四 球 | 敬 遠 | 与 死 球 | 奪 三 振 | 暴 投 | ボ 丨 ク | 失 点 | 自 責 点 | 防 御 率 | W H I P |
| --------- | --------- | ----- | ----- | ----- | ----- | -------- | ----- | ----- | -------- | ----------- | ----- | ----- | -------- | -------- | ----------- | -------- | ----- | -------- | -------- | ----- | -------- | ----- | -------- | -------- | ------- |
| 2010      | 兄弟      | 32    | 24    | 6     | 2     | 0        | 12    | 7     | 0        | 2           | .632  | 807   | 193.0    | 161      | 6           | 68       | 2     | 18       | 142      | 16    | 0        | 73    | 65       | 3.03     | 1.19    |
| 2011      | 兄弟      | 33    | 26    | 4     | 2     | 0        | 16    | 6     | 0        | 3           | .727  | 840   | 203.2    | 185      | 11          | 60       | 1     | 8        | 161      | 14    | 0        | 83    | 76       | 3.36     | 1.21    |
| 2012      | ヤクルト  | 26    | 26    | 3     | 2     | 0        | 9     | 11    | 0        | 0           | .450  | 703   | 165.2    | 152      | 8           | 69       | 3     | 6        | 96       | 8     | 3        | 59    | 56       | 3.04     | 1.33    |
| 2013      | ヤクルト  | 30    | 7     | 0     | 0     | 0        | 3     | 6     | 1        | 4           | .333  | 290   | 63.2     | 68       | 4           | 27       | 2     | 7        | 44       | 1     | 0        | 35    | 30       | 4.24     | 1.49    |
| 2014      | ヤクルト  | 16    | 0     | 0     | 0     | 0        | 1     | 0     | 5        | 0           | 1.000 | 65    | 16.0     | 11       | 0           | 7        | 0     | 1        | 9        | 1     | 0        | 2     | 1        | 0.56     | 1.13    |
| 2015      | ヤクルト  | 61    | 3     | 0     | 0     | 0        | 5     | 5     | 0        | 23          | .500  | 330   | 78.2     | 66       | 2           | 35       | 2     | 3        | 58       | 2     | 0        | 25    | 21       | 2.40     | 1.29    |
| 2016      | Lamigo    | 34    | 25    | 0     | 0     | 0        | 12    | 7     | 0        | 2           | .632  | 701   | 157.0    | 167      | 19          | 58       | 1     | 9        | 154      | 9     | 0        | 97    | 81       | 4.64     | 1.43    |
| 2017      | 兄弟      | 23    | 22    | 1     | 1     | 0        | 4     | 8     | 0        | 1           | .333  | 588   | 137.1    | 156      | 9           | 43       | 4     | 5        | 107      | 7     | 0        | 77    | 68       | 4.46     | 1.45    |
| CPBL：4年 | CPBL：4年 | 122   | 97    | 11    | 5     | 0        | 44    | 28    | 0        | 8           | .611  | 2936  | 691.0    | 669      | 45          | 229      | 8     | 40       | 564      | 46    | 0        | 330   | 290      | 3.78     | 1.30    |
| NPB：4年  | NPB：4年  | 133   | 36    | 3     | 2     | 0        | 18    | 22    | 6        | 27          | .450  | 1388  | 324.0    | 297      | 14          | 138      | 7     | 17       | 207      | 12    | 3        | 121   | 108      | 3.00     | 1.34    |

- 各年度の太字はリーグ最高

### タイトル
CPBL
- 最多勝：1回 （2011年）
- 最多奪三振：2回 （2010年 - 2011年）

### 表彰
CPBL
- ゴールデングラブ賞：2回 （2011年、2017年）
- ベストナイン：1回 （2011年）
- 月間MVP：3回（投手部門：2010年8月、2011年9月・10月、2016年8月）

### 記録
NPB投手記録
- 初登板・初先発：2012年4月6日、対中日ドラゴンズ1回戦（ナゴヤドーム）、6回1/3を1失点6奪三振で敗戦投手
- 初奪三振：同上、2回裏に平田良介から空振り三振
- 初勝利・初先発勝利：2012年4月22日、対読売ジャイアンツ6回戦（明治神宮野球場）、5回1/3を2失点
- 初完投勝利：2012年7月27日、対中日ドラゴンズ12回戦（ナゴヤドーム）、9回2失点
- 初完封勝利：2012年8月2日、対阪神タイガース13回戦（阪神甲子園球場）、7奪三振
- 初ホールド：2013年5月1日、対横浜DeNAベイスターズ6回戦（横浜スタジアム）、5回裏に2番手で救援登板、2回無失点
- 初セーブ：2013年5月18日、対千葉ロッテマリーンズ2回戦（明治神宮野球場）、9回表2死に5番手で救援登板・完了、1/3回を無失点

NPB打撃記録
- 初安打：2012年5月5日、対広島東洋カープ7回戦（明治神宮野球場）、4回裏に野村祐輔から中前安打
- 初打点：2012年5月19日、対オリックス・バファローズ1回戦（明治神宮野球場）、2回裏に木佐貫洋から左前適時打

その他の記録
NPB
- 1イニング3暴投：2012年7月16日、対横浜DeNAベイスターズ11回戦（横浜スタジアム）、5回裏に記録　※史上11人目（日本タイ記録）

CPBL
- オールスターゲーム出場：2回（2011年、2016年）

### 背番号
- 34 （2010年 - 2011年、2016年）
- 53 （2012年 - 2015年）
- 78 （2017年）
- 41 （2022年 - 2023年）
- 30 （2025年 - ）

### 代表歴
- 2006 ワールド・ベースボール・クラシック・プエルトリコ代表
- 2009 ワールド・ベースボール・クラシック・プエルトリコ代表
- 2013 ワールド・ベースボール・クラシック・プエルトリコ代表
- 2017 ワールド・ベースボール・クラシック・プエルトリコ代表